# Neobisnius
Neobisnius – rodzaj chrząszczy z rodziny kusakowatych i podrodziny kusaków.
Chrząszcze o bardzo smukłym ciele. Głowę mają silnie punktowaną, mocno z tyłu zwężoną, zaopatrzoną w małe oczy, krótkie i krępe czułki o drugim członie nie szerszym niż trzeci oraz głaszczki wargowe o wrzecionowatym, zaostrzonym u szczytu ostatnim członie. Szyja jest nie szersza niż połowa szerokości głowy. Przedplecze jest wydłużone, o bokach prawie równoległych, przednich kątach prostych, tylnych kątach zaokrąglonych, a powierzchni, z wyjątkiem szerokiej linii wzdłuż środka, silnie punktowanej. Epipleury przedtułowia mają górne krawędzie przed środkiem długości silnie ku dołowi wygięte. Pokrywy są znacznie szersze od przedplecza i mniej więcej tak szerokie jak odwłok, o bokach prawie równoległych. Samce mają trzy początkowe człony stóp przednich odnóży rozszerzone a odwłok z trójkątnym wykrojeniem pośrodku tylnego brzegu szóstego sternitu.
Przedstawiciele rodzaju występują w krainach: palearktycznej, nearktycznej, orientalnej, australijskiej i etiopskiej z Madagaskarem włącznie. W Polsce stwierdzono 4 gatunki (zobacz też: kusakowate Polski)
Rodzaj ten został wprowadzony w 1895 roku przez Ludwiga Ganglbauera. Należą doń 72 opisane gatunki:

- Neobisnius afghanicus Coiffait, 1979
- Neobisnius alaiensis Bernhauer, 1914
- Neobisnius angustus Cho, 1996
- Neobisnius armuellensis Bierig, 1933
- Neobisnius bakeri Bernhauer, 1916
- Neobisnius boops (Fauvel, 1905)
- Neobisnius brasilianus Wendeler, 1956
- Neobisnius cameroni Wendeler, 1928
- Neobisnius chengkouensis Zheng,1994
- Neobisnius concolor (Sharp, 1885)
- Neobisnius cooteri Last, 1987
- Neobisnius demmeli Bierig, 1933
- Neobisnius edznai Frank, 1981
- Neobisnius facilis (Sharp, 1885)
- Neobisnius fatalis Tottenham, 1956
- Neobisnius flavicornis (Fauvel, 1895)
- Neobisnius flavipes Bierig, 1933
- Neobisnius flavomaculatus Bernhauer, 1908
- Neobisnius formosae Cameron,1949
- Neobisnius fortis (Sharp, 1885)
- Neobisnius fraternus Bernhauer, 1921
- Neobisnius funerulus Cameron, 1922
- Neobisnius gratus (LeConte, 1863)
- Neobisnius humilis (Erichson, 1840)
- Neobisnius imitator Scheerpeltz, 1974
- Neobisnius infimus (Horn, 1884)
- Neobisnius inornatus (Sharp,1889)
- Neobisnius jocosus (Horn, 1884)
- Neobisnius jucundus (Horn, 1884)
- Neobisnius kaletiensis Last, 1964
- Neobisnius lathrobioides (Baudi, 1848)
- Neobisnius lepidulus (LeConte, 1863)
- Neobisnius loebli Last, 1989
- Neobisnius ludicrus (Erichson, 1840)
- Neobisnius maculicollis Scheerpeltz, 1972
- Neobisnius maximus Bernhauer, 1910
- Neobisnius mediopolitus Lea, 1929
- Neobisnius mixtus (Sharp, 1885)
- Neobisnius moestus (Sharp, 1887)
- Neobisnius musonoiensis Levasseur, 1969
- Neobisnius nigripes Bernhauer,1941
- Neobisnius nigrocoeruleus Cameron, 1922
- Neobisnius nitidulus (Sharp, 1885)
- Neobisnius nothocreatus Frank, 1981
- Neobisnius novus Last, 1981
- Neobisnius occidentoides Frank, 1981
- Neobisnius oculatus Fauvel, 1905
- Neobisnius omnirufus Frank, 1981
- Neobisnius orbus (Kiesenwetter, 1850)
- Neobisnius orientalis Cameron, 1933
- Neobisnius paederoides LeConte, 1863
- Neobisnius parcepunctatus Bernhauer, 1912
- Neobisnius praelongus (Gemminger & Harold,1868)
- Neobisnius procerulus (Gravenhorst, 1806)
- Neobisnius prolixus (Erichson, 1840)
- Neobisnius pumilus (Sharp, 1874)
- Neobisnius richteri Bernhauer, 1927
- Neobisnius rufipennis Cameron, 1919
- Neobisnius sanguinipennis Scheerpeltz, 1972
- Neobisnius scutellaris Bernhauer, 1908
- Neobisnius semipunctatus (Fairmaire et Germain, 1861)
- Neobisnius semirufus Bernhauer, 1921
- Neobisnius senilis (Horn, 1884)
- Neobisnius simplex (Sharp, 1885)
- Neobisnius sobrinus (Erichson, 1840)
- Neobisnius subaeneus Bernhauer, 1928
- Neobisnius subprolixus Coiffait, 1982
- Neobisnius sumbaensis Scheerpeltz, 1957
- Neobisnius terminalis (LeConte, 1863)
- Neobisnius transvaalensis Scheerpeltz, 1974
- Neobisnius vigii Frank, 1981
- Neobisnius villosulus (Stephens, 1833)